# Epargyreus clarus
Epargyreus clarus is een vlinder uit de familie Hesperiidae, de dikkopjes. De soort komt voornamelijk voor in Canada en de Verenigde Staten.
De spanwijdte varieert van 43 tot 67 millimeter. 